# Nieuw-Rotterdam
Nieuw-Rotterdam est une ville du Suriname, capitale du district de Nickerie. Une grande partie de la ville a disparu en 1875 quand la mer l'a recouvert. Sur la rive gauche Nickerie se trouve le principal établissement de la nouvelle ville de Nieuw Nickerie qui érige un monument pour célébrer le centenaire de la ville, construit le 8 août 1979.
Nieuw-Rotterdam a été construit en 1820 et a atteint son apogée dans les années 1860. Elle était située sur la rive droite de l'embouchure de la rivière Nickerie, sur une étroite bande de terre entre le fleuve et l'océan Atlantique, à un point appelé Cordonspunt.
La ville était peuplée principalement par des commerçants qui ont échangé des marchandises avec la Guyana voisine, et a été appelé « Eldorado des contrebandiers »; a été fondée autour de deux rues se croisent, Kerkstraat, allant du sud au nord et se terminant avec le clocher de l'église. La ville a également eu plusieurs maisons d'officiers, un poste militaire fortifié cuarteles.
La première inondation est venue en 1866 et a fini par détruire inondations successives en 1875.